# Кандер (приток Рейна)
Кандер (нем. Kander) — река в Германии, протекает по земле Баден-Вюртемберг, правый приток Рейна.
Кандер берёт начало в районе коммуны Мальсбург-Марцелль. Течёт на юго-запад по территории Шварцвальда. Впадает в Рейн около Меркта (района города Вайль-на-Рейне).
Общая длина реки составляет 29,5 км, площадь водосборного бассейна — 99,1 км². Высота истока составляет 990 м, высота устья — около 232 м.
Речной индекс 2332. 